# Adam Bomb
Adam Bomb, pseudonimo di Adam Brenner (Seattle, 14 agosto 1963), è un cantante e chitarrista statunitense.

## Biografia
L'evento più importante nella sua adolescenza fu il suo incontro con Eddie van Halen a Tacoma, Washington. Nel 1979, all'età di 14 anni, fondò con Geoff Tate una cover-band chiamata Tyrant mentre in seguito entrò nei TKO, una heavy metal band di cui faceva parte anche Ken Mary, e con cui registrò il loro primo album In Your Face.
Nel 1981, all'età di 16 anni, partecipò ad una selezione per i Kiss senza esito. Trasferitosi ad Hollywood conobbe Jeffrey Isbell (meglio conosciuto come Izzy Stradlin) e Tommy Thayer che lo convinsero ad intraprendere una carriera da solista. Nel 1983, "Adam Bomb" registrò le sue prime demo col produttore Rick Keefer, suonò anche a due concerti per gli Steeler sostituendo Yngwie Malmsteen.
Conobbe nel 1984 Michael Schenker e grazie alle buone impressioni suscitate in David Krebs manager del chitarrista tedesco, firmò un contratto della durata di 15 anni con Leber Krebs. Formarono una band con l'ex batterista di Riot e Ace Frehley Sandy Slavin, l'ex bassista di Riot e Billy Idol Phil Feit, e Jimmy Crespo che era stato per un periodo chitarrista degli Aerosmith, con cui pubblicarono il disco Rock in a Hard Place (1982).
Un anno dopo, Adam registrò alcuni brani col batterista dei Montrose Chuck Ruff e il bassista degli AC/DC Cliff Williams, poi inserite nel suo primo album solista Fatal Attraction (1984) per l'etichetta giapponese JVC Records. La band fu di supporto a Armored Saint e Metallica e nel 1985 firmò per la Geffen Records.
Nel 1986 girò il videoclip del brano I Want My Heavy Metal. La band viaggiò in Europa: in Inghilterra dove si esibì al Marquee club, poi a Stoccolma, Svezia suonando al pub "Pipeline" con Johnny Thunders ed infine in Francia. Nel 1990 Adam registrò col produttore Jack Douglas le prime demo che andranno a comporre l'album New York Times.
Nel frattempo esce il secondo album in studio intitolato Pure S.E.X., e sarà distribuito nel Regno Unito ed Europa per la FM revolver (Heavy Metal Records/BMG) e dalla Musidisc in Francia, nell'album collaborò anche Bob Kulick. La band stava preparando un nuovo album e al ritorno di Adam per un tour di tre settimane a Londra, Monaco, e Parigi seppe che il materiale di registrazione era stato rubato. Nel 1991 formò un'altra band, i "Last Bandits" con il bassista dei Dogs D'Amour Steve James.
Alcuni anni più tardi Adam riuscì ad ottenere il materiale rubato in seguito ad una chiamata anonima ma il gruppo si sciolse a causa della morte del batterista Bobby Chouinard. Adam sciolse la band e il contratto senza che il disco fosse terminato, per poi riprenderlo in seguito nel 2001, con il nome di New York Times pubblicato con la sua etichetta personale, la Get Animal Records.
Bomb nel 1998 utilizzando lo pseudonimo di "Pink Gibson" pubblicò due album, Get Animal 1 (1999) e Get Animal 2 (2000) con lo stesso pseudonimo collaborerà con Michael Monroe in Take Them and Break Them (2002) e Whatcha Want (2003). Dal 2001 tornerà a farsi chiamare Adam Bomb.
Inciderà successivamente Third World Roar nel 2003, Rock Like Fuck nel 2005 e Crazy Motherfucker nel 2010.
Dal 2006 al 2011, insieme al bassista Paul Del Bello e a diversi batteristi, Adam Bomb ha diviso il palco con Motörhead, Iggy Pop, Twisted Sister, Hanoi Rocks, Steven Adler, The Wildhearts, Marky Ramone, Dragonforce, Marty Friedman ed altri, e suonato più di 1200 concerti (circa 250 l'anno) in Regno Unito, Irlanda, Francia, Belgio, Paesi Bassi, Germania, Repubblica Ceca, Svizzera, Slovenia, Bulgaria, Polonia, Finlandia, Svezia, Estonia, Lettonia, Lituania, Norvegia, Italia, Danimarca, Spagna, Serbia e Principato di Monaco, senza un'agenzia, un manager, o un'etichetta discografica.
Nell'autunno 2007 il Dangerous When Lit Tour li ha visti impegnati in 101 concerti in 101 giorni.Nel 2010 la formazione si stabilizza con l'arrivo di Violet The Cannibal alla batteria, mentre Paul Del Bello diventa il musicista con la più lunga militanza nella storia della band.

## Lineup
- Adam Brenner - Voce, Chitarra (1981-oggi)
- Folkert Beukers- Batteria, (2009, 2010, 2014)
- Kozzy Koverawski - Basso, (2020-oggi)

### Membri passati
- Stevie Klasson - Chitarra (1988-1989, Johnny Thunders)
- Kurtis Schefter - Chitarra (1988)
- Alan St. John - Tastiere (1996-1998, Alice Cooper)
- Kenny Aaronson - Basso (1996-1998, Dust, Rick Derringer, Joan Jett)
- Steve Stevens - Chitarra (1989-1990-, Billy Idol, Atomic Playboys, Vince Neil)
- Bobby Chouinard - Batteria (1987-1997, Billy Squire, Alice Cooper, Gary Moore)
- Sandy Slavin - Batteria (1985-1991, Riot, Ace Frehley)
- Gregg Gerson - Batteria (1984-1985, 1986-1986, Skin N' Bones, Mayday, Sven Gali)
- Phil Feit - Basso (1984-1987, Riot, Billy Idol)
- Jeff Consi - Batteria, Cori (1999-2000)
- Jimmy Crespo - Chitarra (1984-1986, Aerosmith)
- Thommy Price - Batteria (Atomic Playboys, Joan Jett)
- Kiki Tornado - Batteria, (2006-2007, Sex Museum)
- Wookie "The Rookie" Lidl - Batteria, (2008)
- Paul Del Bello - Basso ( [2014|2006-2012, 2014], Steven Adler, Dobermann)

## Discografia

### Solista

#### Album studio
- Fatal Attraction (1984)
- Pure S.E.X. (1989)
- Grave New World (1993)
- Get Animal 1 (1999)
- Get Animal 2 (2000)
- New York Times (2001)
- Third World Roar (2003)
- Acoustica (2004)
- Rock Like Fuck (2005)
- Crazy Motherfucker (2010)
- Rock On, Rock Hard, Rock Animal (2012)

#### Raccolte
- Bone Yard (2004)

### Con Michael Monroe
- Take Them and Break Them (2002)
- Whatcha Want (2003)
- Pirates Of The Baltic Sea (2008)

### Altre apparizioni
- TKO - In Your Face (1981)
- Black 'N Blue - Without Love (1985)
- Steel Pulse - State of Emergency (1988)
- John Paul Jones - The Thunderthief (2003)